# División de Sahiwal
La división de Sahiwal (en urdu : ملتان ڈویژن) es una subdivisión administrativa de la provincia de Punyab en Pakistán. Cuenta con 5,4 millones de habitantes en 2017, y su capital es Sahiwal.
Como todas las divisiones pakistaníes, fue derogada en 2000 y luego restablecida en 2008.
La división reagrupa los distritos siguientes:
- Okara
- Pakpattan
- Sahiwal